# Obscured by Clouds
Obscured by Clouds – siódmy album studyjny autorstwa brytyjskiego progresywnego zespołu Pink Floyd. Został wydany 2 czerwca 1972 dzięki wytwórniom Harvest i Capitol Records. Album opiera się na ich ścieżce dźwiękowej do francuskiego filmu Barbeta Schroedera La Vallee. Album Obscured by Clouds został nagrany i wyprodukowany podczas dwóch sesji we Francji, kiedy Pink Floyd było podczas tournée.
Album jest zauważalnie krótszy od ich poprzednich kompozycji i częściej też pojawia się w utworach gitara akustyczna. Tematyka tekstów jest skupiona na miłości, czyli motywie często przewijającym się we francuskim filmie. Jedyny singiel z płyty, czyli Free Four został wydany jedynie w Stanach Zjednoczonych.
Obscured by Clouds jest często uważany za prowizoryczny album, ponieważ zespół zaczynał już wtedy pracować nad The Dark Side of the Moon. Powstałe dzieło jest często pomijane w kanonie zespołu, głównie ze względu na ogromny sukces następnej płyty. Niemniej jednak album znalazł się na szóstym miejscu na liście przebojów w Wielkiej Brytanii i na czterdziestym szóstym miejscu w Stanach Zjednoczonych. Opinie zarówno fanów zespołu, jak i krytyków były pozytywne. Po czasie niektórzy spostrzegli też podobieństwa do ich następnego albumu.

## Charakterystyka albumu

### PowstawanieObscured by Clouds
Do 1972 roku, Pink Floyd nagrało ścieżki dźwiękowe do filmów The Comittee i More oraz część do filmu Zabriskie Point. Z powodu sukcesu More, reżyser Barbet Schroeder poprosił zespół o nagranie kolejnej ścieżki dźwiękowej do następnego dużego projektu. Nowy film, La Vallee opowiadał historie dwóch podróżników podczas duchownej misji na Nowej Gwinei, więc reżyser stwierdził, że Pink Floyd będzie odpowiedni do stworzenia muzyki filmowej. Zespół już wtedy zaczynał pracę nad kolejnym albumem, The Dark Side of the Moon, włączając w to podstawowe nagrania i występy na żywo. Nagranie Obscured by Clouds wymagało przerw od japońskiego tournee, które muzycy spędzili w Straberry Studios, Chateau d’Herouville we Francji. Album był miksowany od 4 do 6 kwietnia w Morgan Sound Studios w Londynie.
Muzycy tak jak wcześniej poczynili z More, wpierw obejrzeli fragmenty filmu i ze stoperem śledzili kolejne klatki, tak żeby muzyka jak najlepiej współgrała z tym co widoczne na ekranie. Na tej podstawie stworzyli wiele kawałków które według nich najlepiej przeplatałyby się w różnych momentach z ostateczną wersją filmu. Zespół nie martwił się o tworzenie kompletnych piosenek, czując, że każda część muzyki może być odpowiednia nawet bez spektakularnych solówek czy nowatorskich rozwiązań. Niemniej jednak, pomimo presji czasu, udało się stworzyć całą serie dobrze brzmiących utworów. Perkusista Nick Mason wspomina, że sesje były pełne pośpiechu, a zespół spędził większość czasu w zamkniętym studio w Paryżu.
Podczas pierwszej sesji w lutym 1972 roku, francuska stacja telewizyjna ORTF sfilmowała krótki fragment nagrań Pink Floyd. ORTF przeprowadziło wtedy też wywiady z basistą Rogerem Watersem i gitarzystą Davidem Gilmourem. Gdy nagrania zakończono, zespół skończył swoją współpracę z firmą filmową, co skłoniło ich do wydania albumu pod nazwą Obscured by Clouds, a nie La Vallee. W odpowiedzi film w dniu premiery nosił tytuł La Vallee (Obscured by Clouds).

### Utwory
Utwory na Obscured by Clouds są krótkie i okrojone, w stosunku do utworów pochodzących z innych albumów Pink Floyd. W niektórych fragmentach słychać inspirowanie się muzyką country, z częstym wykorzystaniem gitary akustycznej. Muzycy często też korzystali z syntezatora VCS 3. Został on już użyty w utworze tytułowym obok elektrycznej perkusji Nicka Masona i gitary elektrycznej Davida Gilmoura. Następny utwór odegrany jest w podobnym stylu co pierwszy, oba też nie zawierają żadnych słów. Tytuł When You’re In zawdzięcza roadiemu Chrisowi Adamsonowi. Oba utwory były grane w oryginalnej kolejności podczas koncertów w 1972 i 1973 roku. Były też częścią współpracy zespołu z Rollandem Petitem oraz Ballet National de Marseille w Palais de Sports w Paryżu, na początku 1973 roku.
Pierwsze słowa padają w Burning Bridges. Jest to jedna z dwóch kompozycji które tworzyli Wright razem z Watersem. Pierwszy był odpowiedzialny za muzykę, drugi zaś za tekst. Następny utwór został napisany przez duet Gilmoura i Watersa i opowiada historię podróżnika dla którego najważniejsze są przebyte chwile, a nie odkrywanie skarbów. Następna kompozycja to Wot’s … Uh The Deal, nigdy nie została odegrana na żywo przez Pink Floyd. Jednak usłyszeć ją można było na koncertach odgrywanych przez Gilmoura i Wrighta, m.in. na koncercie przed stutysięczną publicznością w Gdańsku w 2006 roku. Kolejny utwór, czyli Mudmen zamyka stronę pierwszą płyty i jest ostatnią piosenką na płycie zawierającą samą melodię, bez wokalu.
Strona druga płyty zaczyna się od Childhood’s End, utworem napisanym i zaśpiewanym przez Davida Gilmoura. Jest to ostatni taki przypadek aż do 1987 roku i płyty A Momentary Lapse Of Reason. Piosenka znana ze swojego charakterystycznego gitarowego riffu oraz filozoficznego tekstu. Piosenka ma ten sam tytuł co nowela science-fiction autorstwa Arthura C. Clarke’a. Książka opowiada o kontakcie z obcą cywilizacją, która podporządkowuje sobie Ziemię i wprowadza na Ziemi pokój. Następny utwór to Free Four, czyli jedyny singiel z płyty. Jest w całości napisany przez Rogera Watersa, co dzieje się tylko raz na Obscured by Clouds, lecz wielokrotnie się powtarza przy kolejnych projektach. Następny utwór to romantyczna pieśń Stay, w której wokalu użyczył Wright. Opowiada ona o człowieku, który po przebudzeniu usiłuje przypomnieć sobie imię swojej ukochanej. Ostatnią piosenką na Obscured by Clouds jest na wpół instrumentalne, na wpół śpiewane przez plemię Mapuga Absolutely Curtains. Zgadza się to z wizją filmu gdzie na końcu widać owo plemię. Jest to plemię zamieszkujące Papuę Nową Gwineę.
Obscured by Clouds zostało przeoczone przez fanów i krytyków, ponieważ niecały rok po premierze na świat przyszło kolejne dzieło Pink Floyd, czyli The Dark Side of The Moon. Daily Telepgraph określił album jako „akustyczne uformowanie drogi do The Dark Side of The Moon”.

### Okładka
Okładka albumu, tak jak kilka innych Pink Floyd, została stworzona przez Storma Thorgersona i Aubrey Powell z grupy Hipgnosis. Na zdjęciu widnieje sylwetka mężczyzny siedzącego na drzewie. Fotografia została rozmazana przez skupienie na punkcie całkowitego zniekształcenia. Na ten pomysł autorzy zdjęcia wpadli podczas oglądania zdjęć z filmu La Vallee. Schroeder żalił się później, że zespół nie chciał żeby ta okładka była lepsza od tej na następnej płycie. Thorgerson jednak zaprzeczył tym słowom.

## Lista utworów
Album zawiera następujące utwory:
| Nr  | Tytuł                                                | Długość |
| --- | ---------------------------------------------------- | ------- |
| 1.  | Obscured By Clouds (Waters, Gilmour)                 | 3:03    |
| 2.  | When You’re In (Mason, Gilmour, Waters, Wright)      | 2:30    |
| 3.  | Burning Bridges (Waters, Wright)                     | 3:29    |
| 4.  | The Gold It’s In The... (Waters, Gilmour)            | 3:07    |
| 5.  | Wot’s... Uh The Deal (Waters, Gilmour)               | 5:08    |
| 6.  | Mudmen (Gilmour, Wright)                             | 4:20    |
| 7.  | Childhood’s End (Gilmour)                            | 4:31    |
| 8.  | Free Four (Waters)                                   | 4:15    |
| 9.  | Stay (Waters, Wright)                                | 4:05    |
| 10. | Absolutely Curtains (Mason, Gilmour, Waters, Wright) | 5:52    |